# Mononoke – film: Zjawa w deszczu
Mononoke – film: Zjawa w deszczu (jap. 劇場版「モノノ怪 唐傘」 Gekijōban Mononoke: Karakasa) – japoński film animowany z 2024 w reżyserii Kenjiego Nakamury. Produkcja oparta jest na serialu anime Mononoke z 2007 roku, który z kolei jest spin-offem serii Ayakashi: Japanese Classic Horror z 2006 roku.
Premiera w japońskich kinach odbyła się 26 lipca 2024. Serwis Netflix nabył globalne prawa do streamingu filmu i udostępnił go 28 listopada 2024.

## Fabuła
Dziewczyna o imieniu Asa stara się rozwijać swoją karierę, podczas gdy inna, imieniem Kame, dąży do spełnienia swojego marzenia o uczestnictwie w cielesnych uciechach wewnętrznych komnat. Podczas gdy starsza Utayama robi wszystko, by ukryć ich sekrety, przybywa sprzedawca leków i zaczyna odkrywać przerażającą i bolesną prawdę kryjącą się w sercu wewnętrznych komnat.

## Obsada
| Postać           | Japoński dubbing | Polski dubbing        |
| ---------------- | ---------------- | --------------------- |
| Sprzedawca leków | Hiroshi Kamiya   | Jakub Szyperski       |
| Asa              | Tomoyo Kurosawa  | Julia Chatys          |
| Kame             | Aoi Yūki         | Zuzanna Galia         |
| Utayama          | Mami Koyama      | Agnieszka Matysiak    |
| Kitagawa         | Kana Hanazawa    | Anna Gajewska         |
| Botan Ootomo     | Haruka Tomatsu   | Joanna Pach           |
| Fuki Tokita      | Yōko Hikasa      | Bożena Furczyk        |
| Awashima         | Yūko Kaida       | Justyna Orzechowska   |
| Mugitani         | Yukana           | Beata Wyrąbkiewicz    |
| Saburomaru       | Yūki Kaji        | Mateusz Weber         |
| Hiramoto         | Jun Fukuyama     | Krzysztof Szczepaniak |
| Sakashita        | Daisuke Hosomi   | Jakub Szydłowski      |
| Tenshi (cesarz)  | Miyu Irino       | Mateusz Kwiecień      |
| Hokuto Mizorogi  | Kenjirō Tsuda    | Bartosz Wesołowski    |

## Produkcja
W czerwcu 2022 ogłoszono, że seria anime Mononoke otrzyma adaptację filmową w 2023 roku, a Kenji Nakamura powróci jako reżyser, podczas gdy za animację odpowiadać będzie studio EOTA. W lutym 2023 studio poinformowało, że Takahiro Sakurai, który podkładał głos postaci w serii z 2007 roku, nie powróci do roli sprzedawcy leków. Jego miejsce zajął Hiroshi Kamiya. Ujawniono również dodatkowych członków zespołu produkcyjnego – Yūichi Takahashi został projektantem postaci na podstawie oryginalnych konceptów Kitsuneko Nagaty, a muzykę do filmu skomponował Taku Iwasaki. W marcu 2024 do obsady dołączyły Tomoyo Kurosawa, Aoi Yūki oraz Mami Koyama. W kwietniu tego samego roku ogłoszono kolejnych członków obsady, a także ujawniono, że Aina the End wykona motyw przewodni filmu, zatytułowany „Love Sick”.

## Wydanie
Premiera filmu była pierwotnie planowana na 2023 rok, ale później została przesunięta na 26 lipca 2024. W tym samym miesiącu odbyła się również projekcja w Montrealu podczas 28. edycji Międzynarodowego Festiwalu Filmowego Fantasia, gdzie film zdobył brązową nagrodę w kategorii filmów animowanych. We wrześniu tego samego roku Netflix nabył globalne prawa do streamingu filmu i udostępnił go 28 listopada 2024.